# Doxocopa elis
Doxocopa elis är en fjärilsart som beskrevs av Felder 1861. Doxocopa elis ingår i släktet Doxocopa och familjen praktfjärilar. Inga underarter finns listade i Catalogue of Life.